# 艾莉森·魏斯
艾莉森·魏斯（英語：Alison Weisz，1995年5月22日—），美国女子射击运动员，2019年泛美运动会女子10米气步枪金牌得主、2022年世界射击锦标赛女子10米气步枪金牌得主和女子10米气步枪团体银牌得主。